# Подольская, Зинаида Николаевна
Зинаида Николаевна Подольская (Уварова) (24 ноября 1928.с. Глебовское Ярославская область — 4 марта 2002, Севастополь) — юный пионер-герой, санинструктор, танкист, участница Великой Отечественной войны, кавалер ордена Красной Звезды.

## Биография
Родилась в 1928 года в городе Севастополе в Крыму. Её семья проживала на Зелёной горке в Севастополе, по адресу: улица Портовая, дом 26. Перед началом войны Зина — учащаяся городской школы. В 1941 году она приписав себе 4 года, записалась на курсы ПВХО (противовоздушной и противохимической обороны) где стала и санинструктором. С июня по ноябрь 1941 года являлась сандружинницей Севастопольского городского комитета Красного Креста. Принимала участие в героической обороне Севастополя 1941—1942 годов.
За время обороны города оказала первую медицинскую помощь многим бойцам Красной Армии, вынесла на себе 86 раненных солдат и офицеров РККА. Службу несла ответственно и бесстрашно. В ноябре 1941 года Зинаида была передислоцирована санитаркой в 7-ю бригаду морской пехоты Черноморского флота. Также принимала участие в боях на Крымском фронте в Керчи, участница обороны Кавказа. Получила ранение, проходила лечение в госпитале в городе Батуми.
В газете «Правда» № 68 от 9 марта 1942 года был опубликован рассказ писателя С. Н. Сергеева-Ценского под названием «Хитрая девчонка» о судьбе Зины, вошедший позднее во все издания писателя.
Излечившись, записалась на курсы водителей. После окончания обучения была направлена на 1-й Украинский фронт. Назначена водителем бронеавтомобиля. Её способности заметил командир бронетанкового батальона. Он и предложил занять освободившееся место механика-водителя танка Т-34 7-го гвардейского разведывательного батальона 8-го гвардейского танкового корпуса 1-й танковой армии. Участвовала в боях за освобождение Тамани, Ростова, территории всей Украины. Она первая на своей боевой машине в апреле 1944 года ворвалась в освобождённый город Тернополь.
З. Н. Подольская от управлении танком Т-34 в 15 лет:

«Должна признаться, с большим трудом управляла. По прямой ещё куда ни шло. А когда надо было повернуть… Возьмешься за рычаг, а он как приваренный, ни с места. Двумя руками, всем телом на него давишь — не поддаётся. До слёз доходило. Но что всего удивительнее — в бою получалось.»
Получив тяжёлую контузию, долго лечилась. Решением медицинской комиссии была демобилизована сначала с отсрочкой на шесть месяцев, затем окончательно по состоянию здоровья. До Берлина она не смогла дойти, но её танк Т-34, на котором красовалась надпись: «ЗИНА», успешно преодолел боевой путь до немецкой столицы. В Севастопольском военно-историческом музее-заповеднике среди экспонатов хранится шлемофон юной танкистки Зины Подольской.
После военных лет Зинаида отказалась от инвалидности и стала служить в рядах севастопольской милиции. Была чемпионом Черноморского флота по парусному спорту и фехтованию. Активно занималась общественными вопросами города, являлась секретарём Совета Ветеранов Черноморского флота.
Проживала в городе Севастополе. Умерла 4 марта 2002 года, похоронена в родном городе.

## Награды
- Орден Красной Звезды
- Орден Отечественной войны I и II степени
- Медаль «За боевые заслуги» (1944)
- Медаль «За оборону Кавказа»
- Медаль «За оборону Севастополя»
- Медаль «За победу над Германией в Великой Отечественной войне 1941—1945 гг.».